# Coton de tuléar
Coton de tuléar är en hundras som härstammar ifrån Madagaskar. Den är en dvärghund och sällskapshund av bichontyp. Aveln är organiserad i Frankrike och USA, det är kennelklubben i Frankrike, Société centrale canine (SCC), som har avelsansvaret. Coton är franska för bomull och Tuléar syftar på den nuvarande hamnstaden Toliara på Madagaskar.

## Historia
Liksom för andra bichoner (Bichon Tenerife, bichon havanais) har ursprunget till coton varit skeppshundar på handelsskepp. Mycket som sägs om cotonens historia har drag av fiktion. De äldsta nedteckningarna om coton på Madagaskar är skrivna på 1600-talet av den franske guvernören Étienne de Flacourt (1607–1660). De beskrevs som små vita hundar som jagade i flock. De kan i så fall antas att åtminstone delvis ha utvecklats genom naturligt urval i flera hundra år. De är också omtalade som chien royal de Madagascar och har varit societetens och kolonisatörernas hund.
Vid mitten av 1900-talet påbörjades avel i Frankrike. Erkännande av Fédération Cynologique Internationale (FCI) fick rasen 1971 efter ansökan 1966. 1972 bildades en rasklubb på Madagaskar, rasstandard skrevs och stambok började föras. 1974 importerade den amerikanske biologen Robert Jay Russell några hundar till New Jersey vilket lade grunden till den amerikanska aveln. 1986 reviderades den tidigare rasstandarden.

## Egenskaper
En historia berättar att lokalbefolkningen använde dem för att locka bort krokodilerna när boskapen skulle passera vattendrag.[källa behövs]
Coton är en liten glad och lekfull hund med vaktinstinkt. Den är intelligent och lär sig fort konster och övningar. Den är en bra agility- eller utställningshund som passar som familjehund. Rasen är stabil, lättlärd och mycket sällskaplig mot människor och andra hundar. Temperament är ett av rasens huvudsakliga kännetecken.

## Utseende
Rasens grundfärg är vit. Pälsen är ganska lång och känns som bomull. Rasen skall ej trimmas eller klippas. Färgerna som är tillåtna är helt vit eller vitt med brunt, brungult, gult eller grått, men den dominerande färgen skall vara vit. Det kan finnas vissa svarta fläckar också, men de skall blandas med den vita pälsen så det ser grått ut. Stora fläckar av färg på kroppen, undantaget öron, är dock icke önskvärt på hundutställning. Stora, nästan svarta ögon och helsvart nos.